# Old Division Football

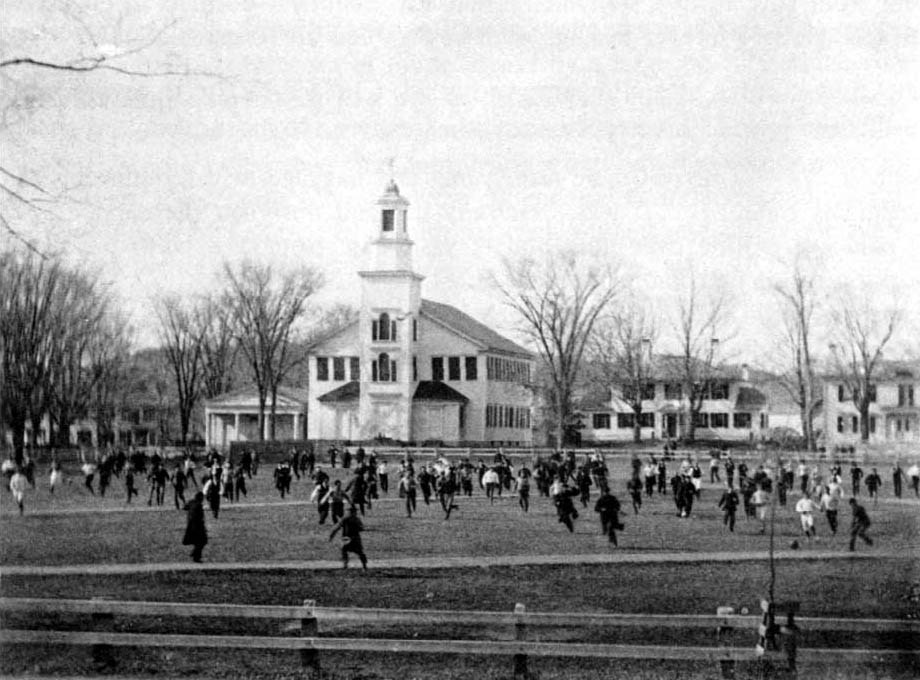
Mecz Old Division Football w 1874 roku.

Old Division Football - specyficzna gra podobna do piłki nożnej uprawiana przez studentów Dartmouth College w Hanover, New Hampshire od roku 1820 do ok. 1890. Reguły gry powstały zanim w Anglii wykształciły się współczesne reguły piłki nożnej i rugby. Studenci Dartmouth College opublikowali reguły gry w roku 1871
W grze brały udział zespoły złożone z różnych zestawów studentów:
- United Fraternity - Social Friends ("Fraters" - "Socials")
- studenci lat parzystych - studenci lat nieparzystych ("Old Division" - "Whole Division")
- "New Hampshire" - "reszta świata"

Co roku na początku jesieni, odbywał się mecz, zwykle nazywany Usual Game of Foot Ball, pomiędzy pierwszo- i drugoroczniakami. Stał on się rodzajem otrzęsin i od końca XIX wieku oznaczał niewiele więcej niż bezładną bijatykę o władzę nad okrągłą piłką. Wydarzenie to zwane Usual Football Rush a potem, w skrócie, Football Rush odbywało się do 1948.

## Zasady gry (1871)
1. Pięciu sędziów, po jednym z każdego roku studiów i jeden z Wydziału Nauk zostanie wybranych co roku. Najstarszy sędzia powinien rowiązywać wszelkie konflikty powstające w czasie gry.
2. Grę rozpoczyna się z drugiej bazy college'u w kierunku budynków. Rozpoczęcie gry jest ważne tylko jeśli obie strony są gotowe.
3. Przed rozpoczęciem gry wszyscy gracze zespołu winni znajdować się za piłką, a ich przeciwnicy przed nimi w odległości co najmniej 2 prętów (ok. 10metrów). Ustawienie i kierunek gry powinny być zmienianie.
4. Żaden gracz nie powinien kopać, deptać, uderzać czy przytrzymywać innego gracza z żadnego powodu w trakcie meczu.
5. Faulem jest gdy piłka zostanie złapana na granicy pola gry, w powietrzu lub podniesiona z ziemi; gdy przekroczy płot na północnym lub południowym końcu boiska lub w którymś z narożników lub zostanie wyrzucona poza wschodni lub zachodni płot.
6. W przypadku faulu piłka powinna być podrzucona przez sędziego w miejscu gdzie nastąpił faul, chyba że nastąpiło to w odległości mniej niż 2 prętów (ok. 10metrów) od ogrodzenia, w którym to wypadku piłka powinna zostać przeniesiona na odległość 2 prętów (ok. 10metrów) przed rzutem sędziowskim.
7. Zwycięzcą jest drużyna, która wykopie piłkę poza wschodnie lub zachodnie ogrodzenie.